# Carnage (película)
Carnage (en francés, "carnicería", en su acepción de matanza o masacre; estrenada como Un dios salvaje en Argentina, España y Uruguay y ¿Sabes quién viene? en Colombia, Chile, Mexico y Peru) es una película de comedia negra de 2011, coproducida por Francia, Alemania, Polonia y España, escrita y dirigida por Roman Polanski, y basada en la exitosa obra Le Dieu du carnage (conocida en español como Un dios salvaje), de la dramaturga francesa Yasmina Reza.

## Argumento
La película trata sobre dos parejas Nancy Cowan (Kate Winslet)-Alan Cowan (Christoph Waltz) y Penélope Longstreet (Jodie Foster)-Michael Longstreet (John C. Reilly) que se reúnen en casa de los dos últimos para hablar de que sus hijos se pelearon ese día en el parque (los chicos no aparecen en el film). El hijo de los Cowan ha roto los incisivos del hijo de los Longstreet porque el primero ha llamado chivato al segundo y este ha respondido golpeándole con una rama en la boca. Penélope se empeña en que el agresor debe pedir perdón. Alan es un importante negociador de valores que no cesa de interrumpir con las respuestas a las llamadas que le llegan a su móvil. Menos, también lo hace Michael respondiendo a su madre que también le llama. Varias veces los Cowan están a punto de marchar, saliendo del piso al pasillo, e incluso entrando en el ascensor, pero cada vez que eso sucede hay alguna razón por la que vuelven a entrar en el piso. Unas veces de buen grado, como tomar algo, y otras por enfado para seguir discutiendo. En algún momento la discusión es tan fuerte que Nancy, por nerviosismo, llega a vomitar encima de una preciada revista que es un ejemplar único al que Penélope tiene en altísima estima, ensuciando también hasta los pantalones de su esposo. A lo largo de la reunión, la diferencia de opiniones provoca discusiones que, tras la última entrada en el apartamento para tomar un whisky provoca que, a ratos, se enfrenten esposo con esposa, o se alíen los hombres, -menos, pero también las mujeres-, dándose escenas de cierta violencia física cuando Penélope pega a su esposo. Así que, en general, la cosa va in crescendo. También Nancy, en un momento dado arroja muchos de los tulipanes amarillos del jarrón con agua de Penélope al suelo y, más tarde, el móvil de Alan al agua del jarrón. Michael se apresura a sacarlo, desarmarlo, e intenta secarlo con un secador eléctrico que ya se ha utilizado antes para intentar salvar la preciada revista y los pantalones de Alan. Este, sin su móvil, queda como derrotado, sentado en el suelo y anulado. La película acaba cuando el móvil de Alan, abandonado en la mesa, vibra dando fe de que vuelve a funcionar. En el epílogo, primero ves al hámster callejero expuesto en el prado en Brooklyn Bridge Park, que aparentemente se siente cómodo. Luego, la cámara se enfoca y puedes ver a los dos muchachos de la escena de apertura jugando pacíficamente juntos.

## Reparto
- Kate Winslet como Nancy Cowan.
- Christoph Waltz como Alan Cowan.
- Jodie Foster como Penélope Longstreet.
- John C. Reilly como Michael Longstreet.

## Producción
Aunque la película se desarrolla en Brooklyn, Nueva York, en realidad se rodó en París, debido al problema legal de Polanski, que le impide viajar a los Estados Unidos.

## Distribución
La película fue distribuida por Sony Pictures Classics. El estreno mundial tuvo lugar en la 68.ª edición del Festival de Venecia.

## Crítica
Según el crítico de cine Rafael Aviña, la película es «una interesante reflexión sobre el individualismo salvaje y el rechazo absoluto a las buenas costumbres. El retrato de un mundo intolerante y en decadencia, encerrado en sí mismo y acerca de la estupidez de los adultos».
Según el crítico Alfredo Moreno: «La precisión del guion resulta comparable a su magnífico ritmo, capaz de condensar los riquísimos diálogos y la amplia variedad de los temas enunciados y sobreentendidos en menos de hora y media, y a sus sobresalientes interpretaciones, en las que quedan retratados desde la hipocresía social al histerismo más furibundo, la socarronería más insolente y la violencia verbal más incontenible».

## Premios y nominaciones
Medallas del Círculo de Escritores Cinematográficos
| Categoría            | Candidatos                  | Resultado |
| -------------------- | --------------------------- | --------- |
| Mejor guion adaptado | Roman Polanski Yasmina Reza | Ganadores |